# Picaflors de flancs grocs
El picaflors de flancs grocs (Dicaeum aureolimbatum) és un ocell de la família dels diceids (Dicaeidae).

## Hàbitat i distribució
Habita els boscos de l'illa de Sulawesi i altres properes mes petites.